# Drew Mikuska
Drew Mikuska (Chicago, 12 maggio 1994) è un attore statunitense.
Ha iniziato a studiare recitazione a soli 4 anni, in varie scuole di Los Angeles, e nel 2003 debutta al cinema, con Scary Movie 3 nella parte di Cody, nipote della protagonista.
Si è temporaneamente allontanato dal cinema, ma continua a studiare recitazione.

## Filmografia parziale
- Scary Movie 3 - Una risata vi seppellirà (Scary Movie 3), regia di David Zucker (2003)
- Scary Movie 4, regia di David Zucker (2006)